# Księstwo Jülich
Księstwo Jülich (niem. Herzogtum Jülich, hol. Hertogdom Gulik) było państwem wchodzącym w skład Świętego Cesarstwa Rzymskiego i leżało na obszarach dzisiejszych Niemiec (część Nadrenii Północnej-Westfalii) i Holandii (część Limburgii). Jego terytorium rozciągało się po obu stronach Renu, wokół swej stolicy Jülich.

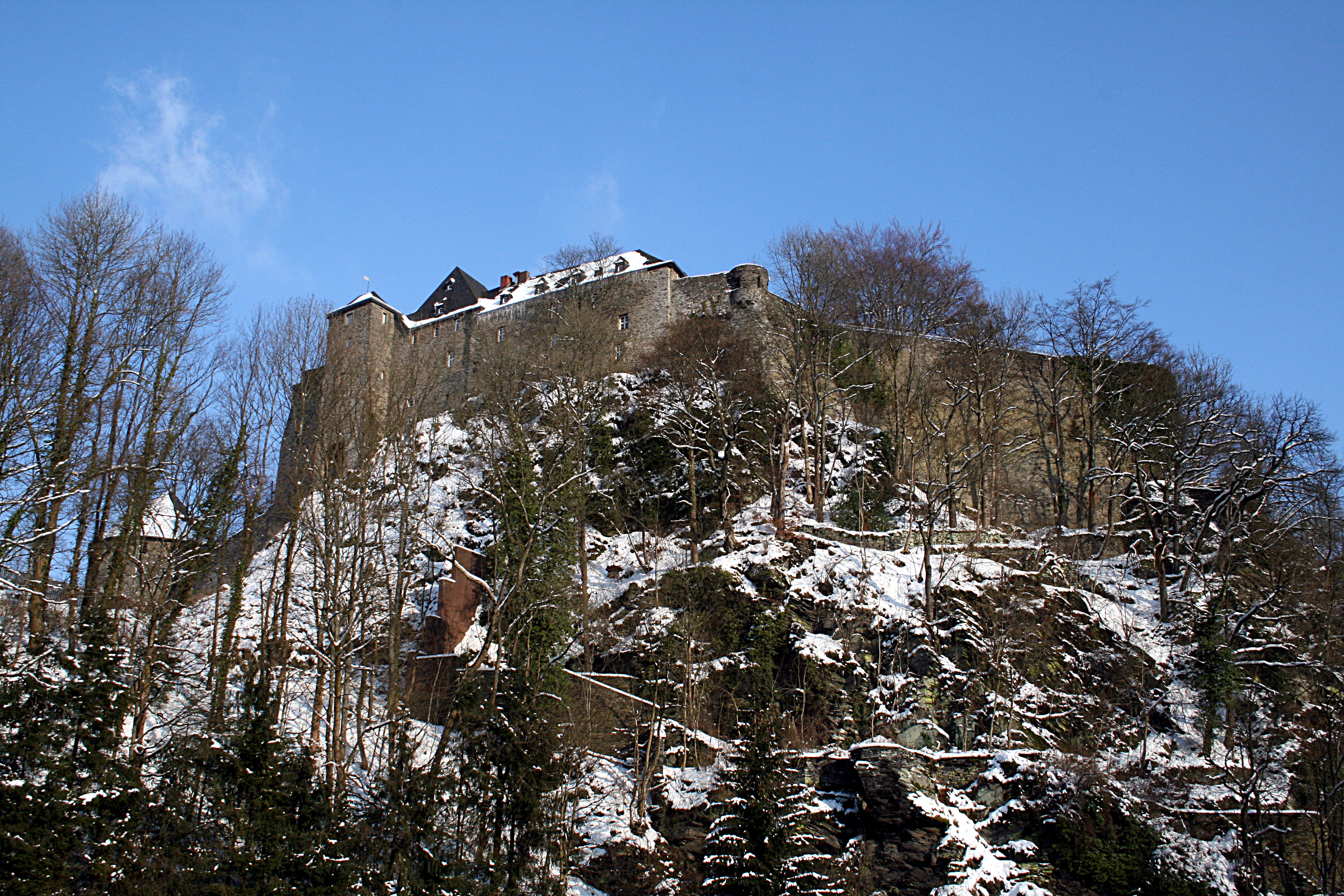
Zamek Monschau książąt Jülich

Hrabstwo Jülich (Grafschaft Jülich) wspomniane zostało po raz pierwszy w XI wieku. W XIV wieku hrabstwo stało się księstwem. Historia tego państewka niemieckiego ściśle związana jest z jego sąsiadami: księstwem Kleve, księstwem Bergu, księstwem Geldrii i hrabstwem Mark. W 1423 Jülich i Berg połączyły się. W 1521 Jülich, Berg, Kleve i Mark uformowały Zjednoczone Księstwa Jülich-Kleve-Berg.
Gdy w 1609 zmarł bezpotomnie ostatni książę Jülich-Kleve-Berg doszło do wojny o następstwo tronu. wojnę zakończył zawarty 12 listopada 1614 pokój w Xanten, który położył kres istnieniu tego połączonego państwa. Palatynat Neuburski otrzymał Jülich i Berg, a Brandenburgia – Kleve i Mark. Gdy w 1742 zmarł ostatni władca Palatynatu Neuburskiego, Jülich i Berg odziedziczył książę Palatynatu-Salzbach Karol Teodor (który od 1777 był jednocześnie księciem Bawarii).
W 1794 księstwo Jülich znalazło się pod okupacją francuską. W 1815, po klęsce Napoleona, księstwo weszło w skład pruskiej prowincji Jülich-Kleve-Berg (od 1822 Nadrenia). Jedynie miasta Sittard i Tegelen (od 2001 część miasta Venlo) weszły w skład Holandii.

## Hrabiowie Jülich

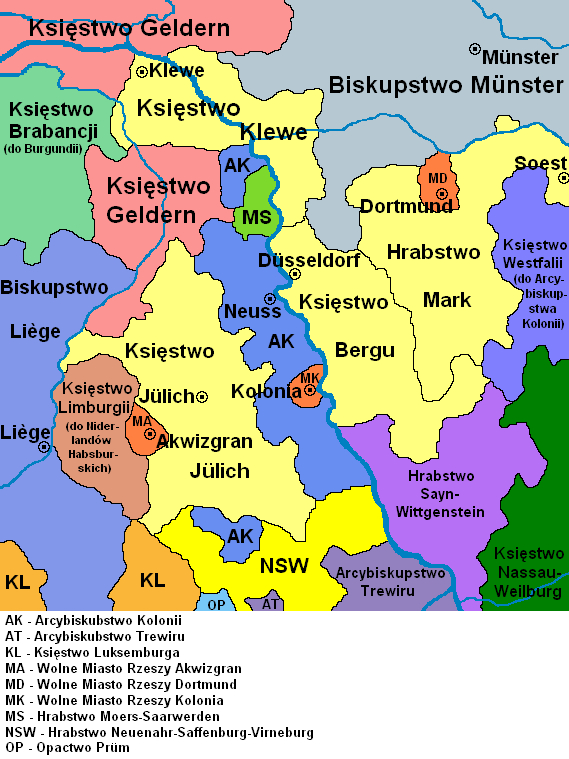
Księstwa Kleve, Jülich i Bergu oraz hrabstwo Mark stan na 1477 rok

- 1003-ok. 1029: Gerard I
- ok. 1029-1081: Gerard II
- 1081-ok. 1128: Gerard III
- ok. 1128-ok. 1143: Gerard IV
- ok. 1142-1176: Wilhelm I
- 1176-1207: Wilhelm II

## Hrabiowie Jülich-Heimbach
- 1207-1218/1219: Wilhelm III
- 1218/1219-1278: Wilhelm IV
- 1278-1297: Walram
- 1297-1328: Gerhard V
- 1328-1356: Wilhelm I (od 1356 książę)

## Książęta Jülich-Heimbach
- 1356-1361: Wilhelm I (do 1356 hrabia)
- 1361-1393: Wilhelm II
- 1393-1402: Wilhelm III
- 1402-1423: Renald
- 1423-1437: Adolf
- 1437-1475: Gerard
- 1475-1511: Wilhelm IV

## Książęta Jülich-Kleve-Mark-Berg-Ravensberg
- 1511-1539: Jan
- 1539-1592: Wilhelm Bogaty
- 1592-1609: Jan Wilhelm
- 1609-1614: wojna o sukcesję księstwa Jülich-Kleve-Berg

## Książęta Jülich-Berg-Palatynat Neuburski z dynastii Wittelsbachów
- 1614-1653: Wolfgang Wilhelm
- 1653-1679: Filip Wilhelm elektor Palatynatu Reńskiego
- 1679-1716: Jan Wilhelm II elektor Palatynatu Reńskiego
- 1716-1742: Karol Filip elektor Palatynatu Reńskiego
- 1742-1795: Karol Teodor elektor Palatynatu Reńskiego